# Liman de Starotitarovskaïa
Le liman de Starotitarovskaïa (en russe Старотитаровский лиман, Starotitarovski liman) est un liman de Russie situé au milieu de la péninsule de Taman, entre la mer Noire et la mer d'Azov, entouré d'autres limans, d'Akhtanizovskaïa, de Kiziltach, de Kourtchanskaïa, Tsokour, de Vitiazevo, ainsi que la baie de Taman. Les villes de Starotitarovskaïa et Strelka se trouvent sur son rivage.